# Station Saint-Martin-d'Étampes
Saint-Martin-d'Étampes is een station aan lijn C van het RER-netwerk gelegen in de Franse gemeente Étampes in het departement Essonne.